# Fakty, wydarzenia, aluzje
Fakty, wydarzenia, aluzje – program propagandowy Telewizji Polskiej emitowany w pierwszych latach po wprowadzeniu stanu wojennego. Nadawany był w czwartki, bezpośrednio po Dzienniku telewizyjnym. Celem programu była walka z „dywersją ideologiczną”.

## Program i odbiór
Tytuł programu nawiązywał do audycji „Fakty, wydarzenia, opinie” emitowanej przez Radio Wolna Europa. 
Widownia programu w latach 1983–1984 wynosiła ok. 24% widzów powyżej 15 roku życia i była wyższa o średnio 3–4% niż inne programy publicystyczne emitowane w tym samym czasie antenowym. Wynikało to nie tyle z atrakcyjności programu, a z faktu, że w dzień emisji (czwartek) po dzienniku telewizyjnym emitowany był film kryminalny lub sensacyjny.